# Passo del Vivione
Le passo del Vivione est un col italien situé dans les Alpes bergamasques. Il relie le val Paisco et le val Scalve à 1 828 m d'altitude.

## Accès
Le col est accessible par la route nationale 294, une route étroite pour la majeure partie de son parcours et qui n'est généralement ouverte à la circulation automobile que pendant les mois d'été.

## Cyclisme
Le passo del Vivione a été gravi 3 fois par le Tour d'Italie : 
| Année | Étape                      | km  | Premier au col     | Ascension depuis |
| ----- | -------------------------- | --- | ------------------ | ---------------- |
| 1981  | 18ª : Borno > Dimaro       | 127 | Claudio Bortolotto | Schilpario       |
| 2004  | 19ª : Bormio > Presolana   | 122 | Stefano Garzelli   | Forno Allione    |
| 2008  | 19ª : Legnano > Monte Pora | 238 | Vasil Kiryienka    | Forno Allione    |